# الرفيحي
الرفيحي فن من الفنون الشعبية السعودية تشتهر به منطقة تبوك وتحديدا في الساحل الغربي، وهو ذلك الفن الجماعي الذي يؤدّي عبر صفين من الرجال متقابلين أو على شكل نصف دائرة، حيث يقوم أحد المؤدّين بالرقص بين الصفين كأداء فردي معبّر يعود بعدها إلى مكانه بين الصفوف، ليخرج آخر، فيما يردد الصفين المتقابلين بالتناوب قصائد متنوعة بمواضيع مختلفة. يشتهر الرفيحي في منطقة شمال الحجاز، عند قبائل بلي وجهينة وبني عطية والحويطات.
تم إدخال «الطار» على هذا الفن قبل ما يقارب ستين عامًا، ليضاف إلى ما يصاحبه أساسًا من صفق للكفوف وضرب الأرض بالأقدام، ويشبه فن الرفيحي إلى حد كبير فن «المحاورة»، إلاّ أنه يتميّز بوجود أكثر من شاعرين كل منهم يقول بيتًا من الشعر على لحن معين من ألحان الرفيحي وتقوم الصفوف بالترديد من خلفهم. ومن ناحية أخرى أكدت الباحثه فاطمة البلوي أن قبائل بلي وجهينة وبني عطية والحويطات يؤدّون هذا الفن، وهو فن مستمر إلى الوقت الحاضر مع اختلاف بسيط في طريقة الأداء، ودخول بعض الألحان إليه. ومن الأبيات التي تقال أثناء أداء فن الرفيحي قول الشاعر: يا حمام الورق في جناحك نقشتيني.. خف رجلك لا تثقلها على النفس الشقية.
قبائل الرشايدة يلعبون الرفيحي أو الزريبي في مصر وارتيريا وليبيا والسودان هاجرو من الجزيرة العربية عام 1821.

## الوصف
الرفيحي فلكلور حركي وصوتي شعبي أصيل يؤدى في شمال الحجاز بمصاحبة التصفيق بشكل سريع ليواكب سرعة الحركة في أداء الرقص. والرفيحي من الرفْح بسكون حرف الفاء، أي الطلوع والنزول أثناء تأدية حركة. وتسمى ساحة أداء الفلكلورات الشعبية بشمال الحجاز (الملعبة) فيقال نذهب للملعبة، ويقال لمن يؤدون الرقصات الشعبية يلعبون، بدلائل حركية شعبية يعبرون فيها عن حياتهم برسائل صوتية حركية فلكلورية، ويعتمد الرفيحي على الألحان الخفيفة وبيوت الشعر القصيرة ذات الأحرف القليلة.

## أداء الرفيحي
يؤدى فن الرفيحي بصف واحد من المؤدين يعبرون فيه بألحان وإيقاعات صوتية سريعة، بالتصفيق بصفقتين صفقتين بالكف، سريعتين متتاليتين، يصاحبهما إنزال القامة للأسفل ثم ثني الركبتين والارتفاع للأعلى بسرعة مع ضرب الأرجل بالأرض.
ومنه فن الزريبي، فيقال (يلعبون) الزريبي، أي يؤدونها، ويأخذ الألحان الخفيفة جدا، ولا يؤدى إلا بعد صلاة العصر، عند رفع راية مناسبة الزواج وحتى قبيل صلاة المغرب ويصاحبه الرمي بالبنادق، كتدشين لبداية الأفراح بالزواج أو الختان في أول يوم ومنه الأبيات التالية:

| يا حليلك يا الزريبي |  | كل ما تطري عليَه |
| كل ما عبيت جيبي     |  | ضاعت فلوسي عليَه |

ومنه الردية بين شاعرين، كما في الردية التالية بين الشاعر سالم ابن صامل حين وجه قصيدته لأنثى، فدخل عليه الشاعر حمدان الوعيوع بمنعه من ذلك كعادته دائما:
سالم ابن صامل:

| لأنهبكِ وأزبن فيكِ عمان |  | وإركابهم ما يلحقنا |

حمدان الوعيوع:

| حنا لكم من دون ذا لوان |  | نمنعك عنها لو تمنى |

```
ذا لوان: تعني ذا الآن في لهجة سكان شمال الحجاز
```

يردد المؤدون لهذا الفن أحيانا في الملعبة الكلمات القديمة، التي تعتبر فلكلورا جميلا، بدون تدخل من الشعراء. وهي كلمات متناقلة لم يتغير مضمونها، مستخدمة عبر عدة فلكلورات بمناطق مختلفة، كانت ممرا لدرب الحاج، والطرق، والموانئ، والأسواق التجارية الشعبية القديمة جدا، كالوجه وأملج، وينبع، ووادي الصفراء، حتى مكة والمدينة، ما يدل على ما لدرب الحجاج والطرق التجارية من تأثير على المجتمع كما في الأبيات التالية الذي يؤدى في المنطقة بمصاحبة الرفيحي:

| يا ظبيات خمس وست وأربع ولايف      |  | يرتعن المخّمس من ورا خبت جدة     |
| يوم شفت الدلال وشفت زين الوصايف   |  | ناحلات الخصور ولا عن الزين صدّه  |
| ناحلات الخصور ونابيات الردايف     |  | صوبني وأنا عاجز عن القلب ارده   |
| داعجات العيون وناعمات الشفايف     |  | واعذاب المعنى من دروب المودّة    |
| ليه ما ترحمون اللي من النفس خايف  |  | يوم شاف البراقع طاح وانْباح سدّه  |
| وليتني صرت معكم يا الغروس الظرايف |  | كان ما أصيرأنا منكم جريح المودة |
| ليتني صرت مثل اللي مع الزين شايف  |  | يوم هلت دموعه في يديها تشدّة     |
| شالته باليدين اللي عليها الكلايف  |  | شالته باليدين وقبّلت جنب خدّه     |

ومنها مشاركة الشعراء الموجودين أثناء أداء فلكلور الرفيحي في أبيات القصيدة المؤداة بشكل عشوائي دون ترتيب بينهم، على أن لا تخرج الأبيات الملحنة التي طرحها أول شاعر في أول بيت بنفس الوزن والقافية، وتتميز القصائد كغيرها من الفنون الفلكلورية الشعبية الأخرى بثراء المحتوى، وتتسم بجمال التجسيد والتصوير الفني للبيئة وطرح لمعاناة الحياة المجتمعية آنذاك، فتتكون قصيدة كأنها لشاعر واحد، حتى وجدت لهذا السبب أبيات وقصائد في المنطقة لا يعرف لها شاعر، تغنى في ملاعب الرفيحي المتنوعة.

| رميت الضبا في سيل هبان   |  | وأنا في وزيب المرامية |
| وبسألك عن هالربع يا فلان |  | عن اللي منازلهم خفية  |

يؤدى فن الرفيحي بصف واحد مهما كثر العدد أو قل، وتردد الكلمات التالية الذي يعتبر فلكلورا صوتيا وحركيا:

| تنضبة تنضبة يا نايفه يا ظليلة |  | أنت ظلك على المحبوب وأنا لي الله |

```
تنضبة: شجر التنضبة المعروفة في بيئة شمال الحجاز
```

يعتمد الرفيحي في الحركة على االطلوع والنزول وثني الركبتين على التصفيق وضرب الأرجل بالأرض:

| ابشري يا أم (اسم العريس) إنها لك فضية |  | وان وليدك على الماء في يده مغربية |

```
المغربية: نوع من البنادق أو الخناجر
```

عبر الشعراء فيما طرحوه عبر الشعر المصاحب للرفيحي، عن العادات والتقاليد، والحياة العامة والخاصة، وما يتمناه المجتمع، وطريقة حياتهم، وأخذ الشعراء فيه شوطا من حرية الرأي، ما أعطى الرفيحي دورا هاما في حفظ الموروث الشعبي في حياة سكان شمال غرب المملكة، بالتعريف على المنظومة التي عاشوها في جميع الجوانب الحياة.

| يا الله اليوم لا تذكرك يا كلب زيد |  | كل ما جيت في حرف الغنم هرني |
| انْهم الكلب عني يا سهيف الخديد     |  | لا يعقبك علي الكلب يجترني   |

قد يكون عدد الأبيات الشعرية المؤداة بفن الرفيحي زوجيا أو فرديا، ويأخذ الشاعر فكرة الأبيات من محيطه، حسب طبيعة الخطاب وبما يحقق طلبه، كما في الأبيات التالية التي تحكي قصة المواجهة بين الإنسان والذئب الذي كان عدوا لإنسان الصحراء، وقد تخيل الشاعر نفسه فريسة سهلة للذئب ما جعله يطلب الرحمة منه لضعفه، فكان رد الذئب بنفس رد الإنسان عندما كان ضعيفا أمامه فلابد من الانتقام، ولا داعي للاستجداء. وهي المعاناة التي رافقت سكان الجزيرة العربية والتفكير الذي شغل بالهم في السفر من الذئب والأخطار. في الأبيات كالتالي:

| غابت الشمس وأنا قاعد في مكاني |  | لا مهرج يهرجني ولا زول ريته    |
| بس ذيب الخلا لج العوا ثم جاني |  | قلت يا ذيب ما ترحم ضعيف وليته؟ |
| قال ما أحد رحمني يوم كل ولاني |  |                                |

```
ريته: رأيته أو شاهدته من لهجة شمال الحجاز
```

تتتميز الكلمات التي تصاحب فلكلور الرفيحي بجمالها وانطلاقة في الخيال وسحر خلاب في الصور، عرفنا فيها المعاناة والآمال وطموحات المجتمع وتطلعاته، يغترف الشاعر من أحاسيسه بما يراه تجاه الحياة وقسوتها ليستبدلها بالتمني وبما يجول في نفسه وما يشغل تفكيره من خوف وأماني.
| يا الله إني طلبتك ما طلبت البخيل |  | لا تردي نصيبي عند بيض الخدود |

تركت ثقافات مرت بالمنطقة عبر التاريخ فلكلورها حيث غلب قديما التأثير الشفهي على المستمع الذي أعجب بها فأخضعها لتستوطن كفلكلور محلي ومنها ما يغنى بملاعب الرفيحي، حتى صار تراث يتبع المنطقة وتجده في نفس الوقت في مناطق أخرى وبمسميات فلكلورية مختلفة، مع إنها تحمل نفس الكلمات والمضمون.

## الرفيحي حديثاَ
دخل على الرفيحي حديثا مع التصفيق ضرب الدفوف، والربابة، والآلات الموسيقية، وحلت كلمات الأغاني الدارجة وقتنا الحاضر محل الكلمات الفلكلورية التي عبرت عن المجتمع، فتغيرت ملامحه الفلكلورية الأصيلة، وتغير الذوق الفني الجميل الذي تميزه به، ولم يعد للمعاناة به وجود، وتم عصرنته ليلائم الجيل، وأصبح يؤدى اليوم على نغمات الموسيقى المتنوعة ما أفقد الرفيحي طعم الموروث، الذي رسم بكلماته حياة المجتمع بحذافيرها، بصور نقلت لنا ذائقة راقية، تمتع به مجتمع شمال الحجاز قديما.
الرفيحي من أجمل الفلكلورات الشعبية في شمال غرب المملكة، حيث تنفس فيها المجتمع من همومهم، يتناسون بالأفراح صعوبة الحياة وقسوتها ليحكوها بأشعارهم ورقصاتهم تنثر مرارة مجتمع حطم العثرات، وسخر المعاناة لخدمته، فتراقص معترضا على اليأس.